# Lemme See
Lemme See è un singolo del cantante statunitense Usher, pubblicato il 4 maggio 2012 come terzo estratto dal settimo album in studio Looking 4 Myself.
Il singolo ha visto la collaborazione del rapper statunitense Rick Ross.

## Tracce
Download digitale
1. Lemme See – 4:15